# Mick Turner
Mick Turner, född 1960 i Melbourne, Australien, är gitarrist i bandet The Dirty Three samt medlem i banden Oldies But Goodies och Tren Brothers där han utöver gitarr även spelar munspel och melodica. Turner är huvudman bakom skivbolaget Anchor & Hope. Han är född och uppvuxen i Australien.
Turner har släppt fyra soloalbum: Tren Phantasma (1997), Marlan Rosa (1999), Moth (2002) och Don't Tell The Driver (2013).
Under namnet The Marquis De Tren and Bonny Billy har han också släppt två EP tillsammans med Bonnie "Prince" Billy, 
Get On, Jolly (2000) och  Solemns (2013).